# Bárbara Generoso Honório
Bárbara Generoso Honório de Queiroz, meglio conosciuta come Babi Honório (Americana, 30 luglio 1985), è un'ex cestista brasiliana.

## Carriera
Con il Brasile ha disputato due edizioni dei Campionati americani (2011, 2017).